# سونیک رایدرز
سونیک رایدرز یا سوارکاران سونیک (به انگلیسی: Sonic Riders) یک بازی ویدئویی مسابقه‌ای توسعه‌یافته توسط سونیک تیم و نو پروداکشن می‌باشد که در سال ۲۰۰۶ توسط سگا برای گیم‌کیوب، پلی‌استیشن ۲ و ایکس‌باکس منتشر گردید. این بازی در فوریهٔ سال ۲۰۰۶ در ژاپن و آمریکای و در ماه بعد در اروپا نیز به انتشار رسید، نسخهٔ ویندوز نیز در پایان آن سال منتشر گردید.